# Phoenix Suns 1987-1988
La stagione NBA 1987-88 fu la 20ª stagione della storia dei Phoenix Suns che si concluse con un record di 28 vittorie e 54 sconfitte nella regular season, il 4º posto nella Pacific Division, e il 9º posto nella Western Conference.
La squadra non riuscì a qualificarsi per i playoff del 1988.

## Draft
| Giro | Scelta | Giocatore     | Posizione  | Nazionalità | Università/Club |
| ---- | ------ | ------------- | ---------- | ----------- | --------------- |
| 1    | 2      | Armen Gilliam | ala grande | Stati Uniti | UNLV            |

## Regular season
| Squadra                | V  | P  | %    | GB |
| ---------------------- | -- | -- | ---- | -- |
| Los Angeles Lakers     | 62 | 20 | 75,6 | -  |
| Portland Trail Blazers | 53 | 29 | 64,6 | 9  |
| Seattle SuperSonics    | 44 | 38 | 53,7 | 18 |
| Phoenix Suns           | 28 | 54 | 34,1 | 34 |
| Golden State Warriors  | 20 | 62 | 24,4 | 42 |
| Los Angeles Clippers   | 17 | 65 | 20,7 | 45 |

## Play-off
Non qualificata

## Roster
| N° | Naz.                   | Ruolo | Sportivo         | Anno | Alt. | Peso |
| -- | ---------------------- | ----- | ---------------- | ---- | ---- | ---- |
| 2  | Stati Uniti (bandiera) | AC    | James Bailey     | 1957 | 206  | 100  |
| 6  | Stati Uniti (bandiera) | GA    | Walter Davis     | 1954 | 198  | 88   |
| 7  | Stati Uniti (bandiera) | GA    | Bernard Thompson | 1962 | 198  | 95   |
| 8  | Stati Uniti (bandiera) | GA    | Eddie Johnson    | 1959 | 201  | 98   |
| 11 | Stati Uniti (bandiera) | G     | Kevin Johnson    | 1966 | 185  | 82   |
| 11 | Stati Uniti (bandiera) | GA    | Mike Sanders     | 1960 | 198  | 95   |
| 12 | Stati Uniti (bandiera) | A     | Winston Crite    | 1965 | 201  | 106  |
| 14 | Stati Uniti (bandiera) | G     | Jeff Hornacek    | 1963 | 191  | 86   |
| 22 | Stati Uniti (bandiera) | AC    | Larry Nance      | 1959 | 208  | 93   |
| 23 | Stati Uniti (bandiera) | GA    | Tyrone Corbin    | 1962 | 198  | 95   |
| 24 | Stati Uniti (bandiera) | G     | Jay Humphries    | 1962 | 191  | 84   |
| 25 | Stati Uniti (bandiera) | G     | Craig Hodges     | 1960 | 188  | 86   |
| 26 | Stati Uniti (bandiera) | A     | Bill Martin      | 1962 | 201  | 93   |
| 33 | Stati Uniti (bandiera) | AC    | Alvan Adams      | 1954 | 206  | 95   |
| 35 | Stati Uniti (bandiera) | AC    | Armon Gilliam    | 1964 | 206  | 104  |
| 41 | Stati Uniti (bandiera) | AC    | Mark West        | 1960 | 208  | 104  |
| 45 | Stati Uniti (bandiera) | AC    | Jeff Cook        | 1956 | 208  | 98   |
| 53 | Stati Uniti (bandiera) | C     | James Edwards    | 1955 | 213  | 102  |
| 53 | Stati Uniti (bandiera) | C     | Ron Moore        | 1962 | 213  | 118  |

## Staff tecnico
- Allenatore: John Wetzel
- Vice-allenatore: Herb Brown
- Preparatore atletico: Joe Proski

### Arrivi/partenze
Mercato e scambi avvenuti durante la stagione:
Arrivi
| N° | Naz.                   | Ruolo | Sportivo      |  | Alt. |  |
| -- | ---------------------- | ----- | ------------- |  | ---- |  |
| 11 | Stati Uniti (bandiera) | P     | Kevin Johnson |  |      |  |
| 23 | Stati Uniti (bandiera) | G     | Tyrone Corbin |  |      |  |
| 25 | Stati Uniti (bandiera) | G     | Craig Hodges  |  |      |  |
| 41 | Stati Uniti (bandiera) | C     | Mark West     |  |      |  |
| 53 | Stati Uniti (bandiera) | C     | Ron Moore     |  |      |  |

Partenze
| N° | Naz.                   | Ruolo | Sportivo      |  | Alt. |  |
| -- | ---------------------- | ----- | ------------- |  | ---- |  |
| 11 | Stati Uniti (bandiera) | AP    | Mike Sanders  |  |      |  |
| 22 | Stati Uniti (bandiera) | AG    | Larry Nance   |  |      |  |
| 24 | Stati Uniti (bandiera) | G     | Jay Humphries |  |      |  |
| 53 | Stati Uniti (bandiera) | C     | James Edwards |  |      |  |

## Premi e onorificenze
- Armen Gilliam incluso nell'All-Rookie Team.